# لارس ألكسندرسون
لارس ألكسندرسون (باليابانية: ラース・アレクサンダーソン، بالروماجي: Rāsu Arekusandāson)، رجل نصف سويدي نصف ياباني والشخصية الرئيسية الجديدة في سلسلة تيكن وذو صلة بهيهاتشي، وكازويا، ولي وجين.
بدأت ميشيما زايباتسو حرباً ضد العالم. نهوض جي كوربوريشن بالمواجهة أسفر عن سلسلة مذابح عالمية. أثناء النزاع، جزء كبير من قوات ميشيما زايباتسو الخاصة، قوات تيكن، انشقت عن المنظمة. قاد لارس ألكسندرسون الانقلاب وصار الضابط العظيم لقوات تيكن رغم صغر سنه آنذاك، بسبب قدراته الجسدية والذهنية. بالرغم من هذه الرتبة العالية، غالباً مايقاتل لارس في المقدمة، مما جعله مشهوراً بين أتباعه. علمت لارس للتو أنه مرتبط بنسب ميشيما عن طريق والده، هيهاتشي. حتى هيهاتشي لم يكن يعلم بهذا الأمر. لارس لديه شكل بديل قام بتصميمه مانغاكا ناروتو، ماساشي كيشيموتو. أسلوب قتال لارس مقتبس من أسلوب قتال قوات تيكن في تعليم الذات للمعارك العسكرية.
في نسخة وحدة التحكم من تيكن 6، وبالتحديد في صيغة حملة السيناريو داخل اللعبة، تدور القصة حول لارس جنباً إلى جنب مع أليسا بوسكونوفيتش. بعد إخفاق عملية التسلل إلى مختبرات ميشيما زايباتسو بالكامل، وتغلب جماعة من آليي جاك على جماعة التمرد التي يقودها لارس، فقد لارس جميع ذكرياته وبدأ بالبحث عن هذفه الحقيقي. بعد أن انضمت إليه أليسا، قام لارس بالانتقال حول العالم لمعرفة هويته الأصلية. في الطريق، التقى لارس بملازم من جيش المتمردين من قوات تيكن، الذي حاول تجنيده للمساعدة في القضية مرة أخرى. استعاد لارس ذاكرته بعد مقابلة هيهاتشي ميشيما على مركبه، في الوقت ذاته الذي عرف هدفه الرئيسي. استأنف لارس دوره كقائد جماعة المتمردين من قوات تيكن وتسلل إلى كل من جي كوربوريشن ومن ثم ميشيما زايباتسو حيث قابل كازويا وجين على التوالي. قبل أن يستطيع لارس مواجهة جين في مقر الزايباتسو، اكتشف لارس أن أليسا تعلم كوحدة الترصد عند جين كازاما وكانت تنقل تحركات لارس حول العالم. أمر جين أليسا بمهاجمة لارس، وحيث قامت كرهاً بتنفيذ أوامره وفقاً للبرمجة. بعد قتالها مع لارس، غادرت أليسا لتلحق بجين. في هذه اللحظة، عرض ريفن على لارس أن ينضم إليه ويلحقا مع بعضهما بجين كازاما في الصحراء حيث يريد إيقاظ الوحش القديم «أزازيل». في معبد أزازيل، ريفن ولارس بشكل جماعي هزما أزازيل المستيقظ للتو ومواجهة جين وأليسا مرة أخرى. عطل لارس أليسا وواجه جين في معركة ولكن قبل أن يقدر على إنهاء القتال، ظهر أزازيل مرة أخرى وأدار انتباهه نحو الوحش. دمر جين أزازيل (ظاهرياً بثمن حياته) وانتهت مهمة لارس. أحضر لارس أليسا المعطلة إلى لي تشاولان، التي عرض عليها إصلاحها. بعد تركه لأليسا ولي وعودته لمعاونة ريفن، استلم لارس مكالمة باستعادئه لمهمة جديدة.
ظهر لارس أيضاً ويمكن اللعب به في لعبة القتال، ناروتو شيبودن: ألتمت نينجا ستورم 2. ظهر لارس بلباس تيكن 6 البديل الذي صممه ماساشي كيشيموتو، مؤلف ناروتو.

## وصلات خارجية
- تيكن ويكي
- تيكنبيديا الإنجليزية نسخة محفوظة 3 نوفمبر 2013 على موقع واي باك مشين.